# Dionisio Redondo
Dionisio Redondo González es un deportista español que compitió en remo. Ganó tres medallas en el Campeonato Mundial de Remo entre los años 1977 y 1982.

## Palmarés internacional
| Campeonato Mundial | Campeonato Mundial       | Campeonato Mundial | Campeonato Mundial      |
| Año                | Lugar                    | Medalla            | Prueba                  |
| ------------------ | ------------------------ | ------------------ | ----------------------- |
| 1977               | Ámsterdam (Países Bajos) | Medalla de plata   | Ocho con timonel ligero |
| 1979               | Bled (Yugoslavia)        | Medalla de oro     | Ocho con timonel ligero |
| 1982               | Lucerna (Suiza)          | Medalla de bronce  | Ocho con timonel ligero |